# Efim Schachmeister
Chaim „Efim“ Schachmeister (* 22. Juli 1894 in Kiew; † 6. Oktober 1944 in Buenos Aires), eigentlich Efim Chaissowsky, war ein Geiger und Tanzkapellenleiter. Auf Schallplatten verwendete er auch die Pseudonyme Sascha Elmo und Joan Florescu.

## Leben

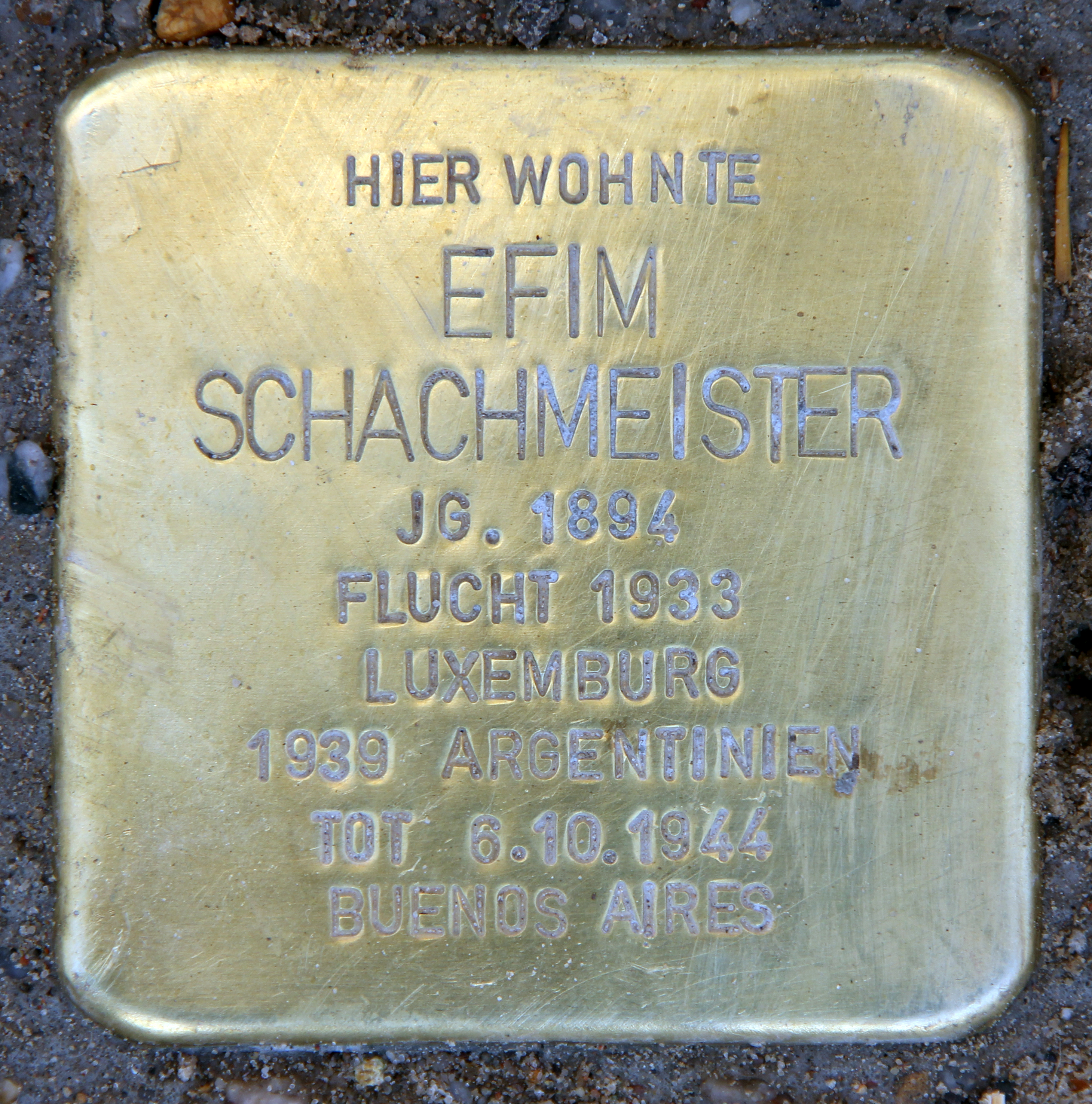
Stolperstein, Hauptstraße 5, in Berlin-Schöneberg

Efim Schachmeister wurde am 22. Juli 1894 als Sohn von Schevel Schachmeister und seiner Frau Anna in Kiew geboren und absolvierte seine musikalische Lehrzeit von 1910 bis 1913 am Sternschen Konservatorium in Berlin. Um 1915 spielte er in Berlin bei der Zigeuner-Kapelle Popescu. Seit 1923 war er Kapellenleiter, 1924 trat er eine Deutschland-Tournee an, an deren Ende ab April 1925 ein Engagement im Hotel Excelsior in Berlin stand.
Darauf folgten Engagements in den Berliner Nobel-Tanzdielen Barberina, Palais de Danse und Pavillon Mascotte. Seit dieser Zeit ist er auch in den Katalogen der Grammophon nachzuweisen, wo ihm bald der Ehrentitel „König aller Tanzgeiger“ verliehen wurde (vgl. Anzeigen in der Phon. Zschr.). Selbst das diskriminierende Lexikon der Juden in der Musik von Theo Stengel und Herbert Gerigk attestierte ihm 1942, ein „tonangebender Jazz-Kapellmeister der Systemzeit“ gewesen zu sein (S. 258). 1930 beantragte er die deutsche Staatsangehörigkeit, es ist jedoch unbekannt, ob dem Antrag stattgegeben wurde.
Tatsächlich stieg Schachmeister nach einer Zeit ragtime-ähnlicher Salon-Tanzmusik etwa ab Mitte der 1920er Jahre auf den „jazz-train“ auf; er hatte (lt. Horst Lange) zeitweise so versierte Musiker wie den Trompeter Louis de Vries, den Posaunisten Henri van den Bossche, den Banjospieler Michael „Mike“ Danzi und den Pianisten Adam Gelbtrunk in seiner Kapelle. Er selbst spielte Violine in Zigeuner-Prímás-Manier, die in hohen Lagen „sang“, vermochte aber ebenso Blues-mäßige Obligati zu „schwarzen“ Titeln zu liefern.
Schachmeister spielte den St. Louis Blues von W. C. Handy in einer Mischung aus Mississippi- und Schtetl-Stil, die ahnen lässt, was das Zusammenwirken von jüdischem Musikantentum aus Osteuropa und schwarz-amerikanischem Jazz für Früchte hätte tragen können. Er nahm Schallplatten für Polydor und Pallas auf.
Der Jude und Jazzmusiker Schachmeister, in beiden Eigenschaften den neuen Machthabern verhasst, emigrierte aus Nazi-Deutschland, und zwar zunächst nach Luxemburg, wo er ein mehrjähriges Engagement als .musikalischer Leiter im bekannten Alfa-Hotel hatte. Im Sommer arbeitete er als Kurkapellmeister in Mondorf. 1939 wanderte er, wie seine bekannten Landsleute und Kollegen – beispielsweise Ilja Livschakoff, Leon Golzmann (alias Dajos Béla) und Samuel Baskind (alias Sam Baskini) – nach Lateinamerika aus. In Buenos Aires spielte er in Nachtlokalen, 1940 und 1941 für eineinhalb Jahre in La Paz und Lima. Er litt seelisch unter den Folgen des Exils und war oft ohne Einkommen. Er verstarb bereits 1944 im Alter von nur 50 Jahren in Argentinien an Myokarditis und wurde auf dem israelitischen Friedhof von La Tablada bei Buenos Aires beigesetzt.
Am 19. März 2014 wurde vor seinem ehemaligen Wohnort, Berlin-Schöneberg, Hauptstraße 5, ein Stolperstein verlegt.
Efim Schachmeister war zweimal verheiratet: Am 2. Februar 1919 heiratete er Rosa Nodelmann, am 12. September 1939 in Buenos Aires Rachel Süsskind (1898–1988). Beide Ehen blieben kinderlos. Die Geiger Leon Spierer und Julian Olevsky sind seine Neffen.

## Ausgewählte Schallplatten

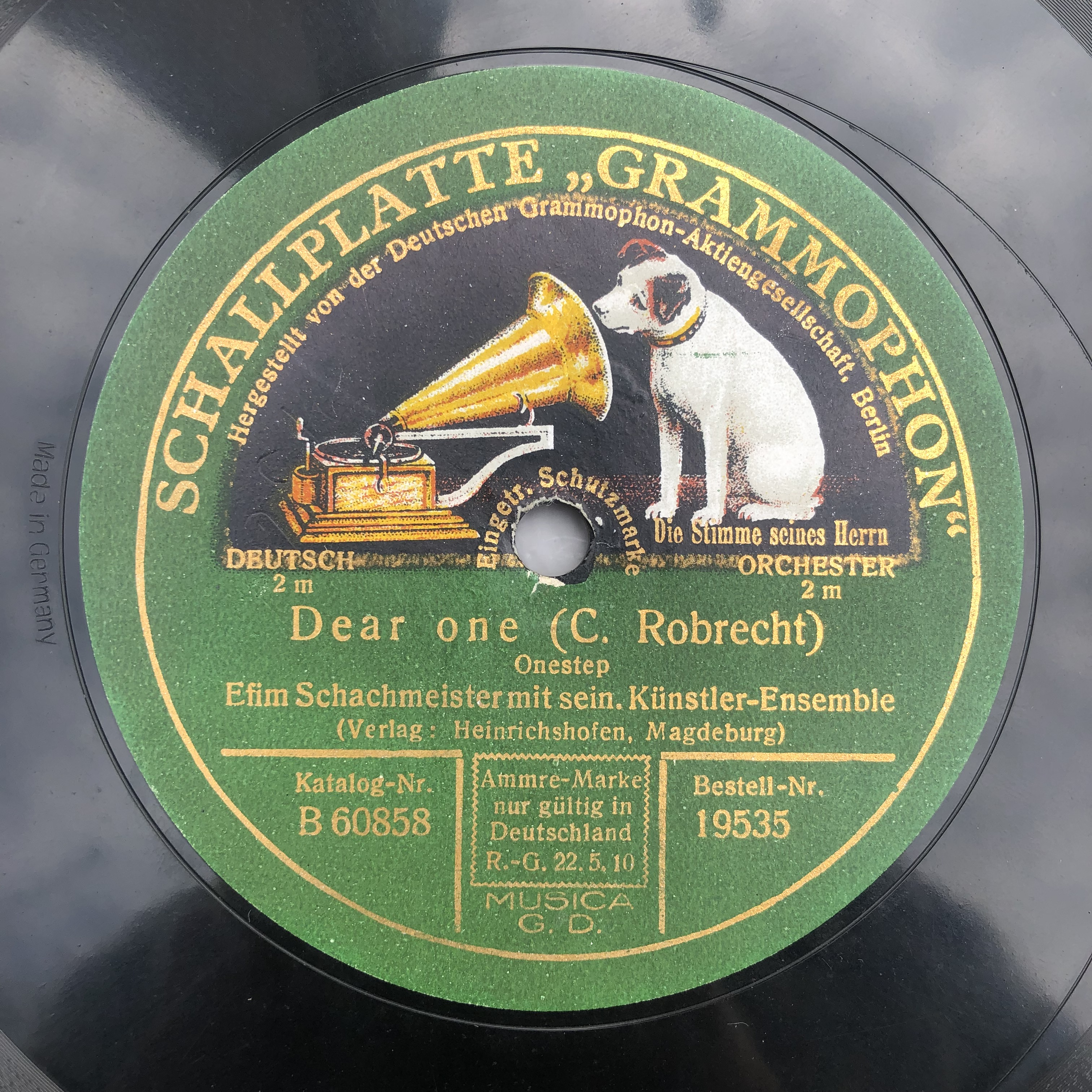
Efim Schachmeister: Dear One (Schellackplatte von 1926), ein Stück des aus Immenhausen bei Kassel stammenden Pianisten und Komponisten Carl Robrecht. Dieser nahm seine Eigenkomposition ebenfalls 1926 in Berlin auf. Das Orchester arbeitete für Clausophon unter dem Pseudonym Charley's Jazz-Orchester.

- Stampede. Charleston – Grammophon 19597 (mx 193 bm) - Berlin, Oktober 1926
- St. Louis Blues. Blues-Foxtrot – Grammophon 21304 (mx 1035 ½at) - Berlin, Januar 1928